# Abtaa
Abtaa (tiếng Ả Rập: أبطع; phiên âm: Ibṭa, cũng đánh vần là Ibta hoặc Obtei'a) là một thị trấn ở miền nam Syria, một phần hành chính của quận Daraa thuộc Tỉnh Daraa. Các địa phương gần đó bao gồm Da'el ở phía nam, Khirbet Ghazaleh ở phía đông nam, Namer ở phía đông, Qarfa ở phía đông bắc và al-Shaykh Maskin ở phía bắc. Theo Cục Thống kê Trung ương Syria, Abtaa có dân số 14.283.

## Lịch sử
Abtaa bắt nguồn từ thời cổ đại, đã được đề cập trong các văn bản Syriac tiền Hồi giáo.
Năm 1596, Abtaa xuất hiện trong sổ đăng ký thuế của Ottoman với tên Bita ' và là một phần của nahiya của Bani Malik al-Asraf ở Sanjak Hauran. Nó có một dân số hoàn toàn Hồi giáo bao gồm 44 hộ gia đình và 20 cử nhân. Dân làng đã trả mức thuế cố định 40% cho các sản phẩm nông nghiệp khác nhau, bao gồm lúa mì, lúa mạch, cây trồng mùa hè, dê và ong; tổng cộng 5.000 akçe.
Năm 1838, nó được ghi nhận là một ngôi làng Hồi giáo, nằm ở quận Nukrah, phía nam Al-Shaykh Maskin. Vào những năm 1850, du khách phương Tây Josias Leslie Porter lưu ý rằng Abtaa chứa một số "ngôi nhà cổ bazan lớn, và một vài cột bị gãy".